# Martin Desjardins (Maler)

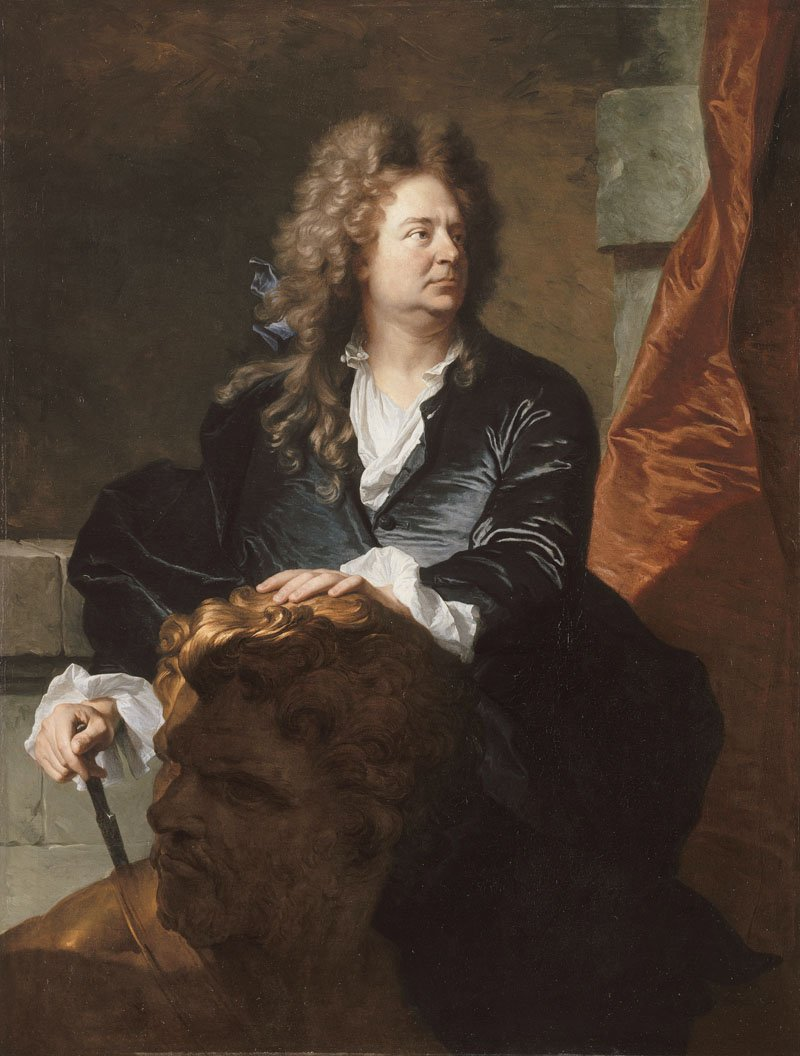
Hyacinthe Rigaud: Martin Desjardins

Martin van den Bogaert genannt Martin Desjardins (getauft am 11. November 1637 in Breda; † 2. Mai 1694 in Paris) war ein niederländischer Maler und Bildhauer, der in Paris zum Hofbildhauer Ludwigs XIV. avancierte.

## Leben
Seine Ausbildung als Maler und Bildhauer erhielt Martin um 1651 in der Antwerpener Liggeren. Den Meistertitel in seinem Handwerk erlangte er – ebenfalls in Antwerpen – bei dem Bildhauer Pieter Verbruggen (1615–1686). Darauf ging er nach Paris und vervollkommnete seine bildhauerischen Fertigkeiten unter dem Hofbildhauer Jacques Buirette (1639–1699). Die berufliche Entwicklung verlief günstig. Er blieb zeitlebens in Frankreich; heiratete in Paris. 1661 wurde Martin Desjardins in die Académie de Saint-Luc und am 28. März 1671 in die Académie royale de peinture et de sculpture aufgenommen. 1681 erfolgte die Ernennung zum Professor und 1686 zum Direktor.

## Werk (Auswahl)
- Marschall François d’Aubusson de La Feuillade schloss 1682 mit Martin Desjardins einen Vertrag über die Herstellung einer Bronzestatue von Ludwig XIV. zu dessen Huldigung. Die Statue wurde am 28. März 1686 auf dem Platz der Siege enthüllt
- Büste des Malers P. Mignard für dessen von Lemoine ausgeführtes Grabmal in der Jakobinerkirche (jetzt im Louvre)
- Büste des Édouard Colbert de Villacerf für die Académie de peinture (jetzt im Louvre)
- Bronzestatue der Vigilantia für das Grabmal des Ministers Louvois in der Kirche des Kapuzinerklosters
- Reiterstatue Ludwigs XIV. für die Place Bellecour in Lyon
- Herkules von der Ruhmesgöttin gekrönt (Louvre, 1671)
- Standbild von Ludwig XIV mit vier Gefangenen, das Heilige Römische Reich, Spanien, Brandenburg und die Niederlande darstellend (Verherrlichung des Sieges von Nimwegen), Place des Victoires, Paris, 1686
- Statue der Anne de Souvré, für das erwähnte Louvois-Grabmal (1694 von Corneille Van Clève vollendet)

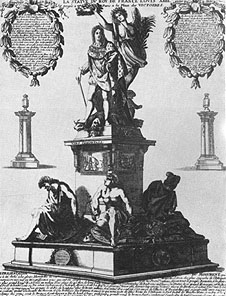
Statue Ludwig XIV.
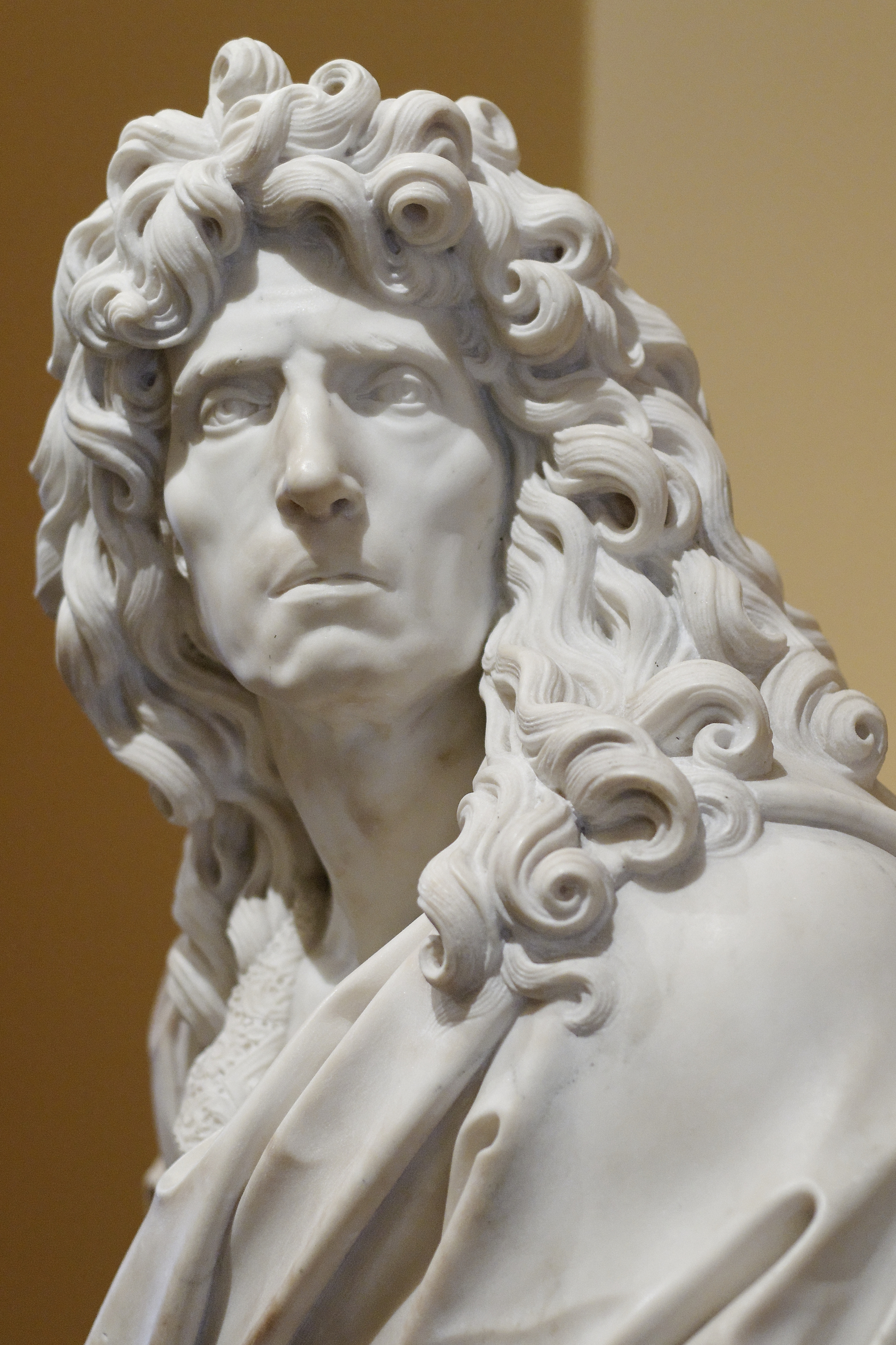
Büste Pierre Mignard
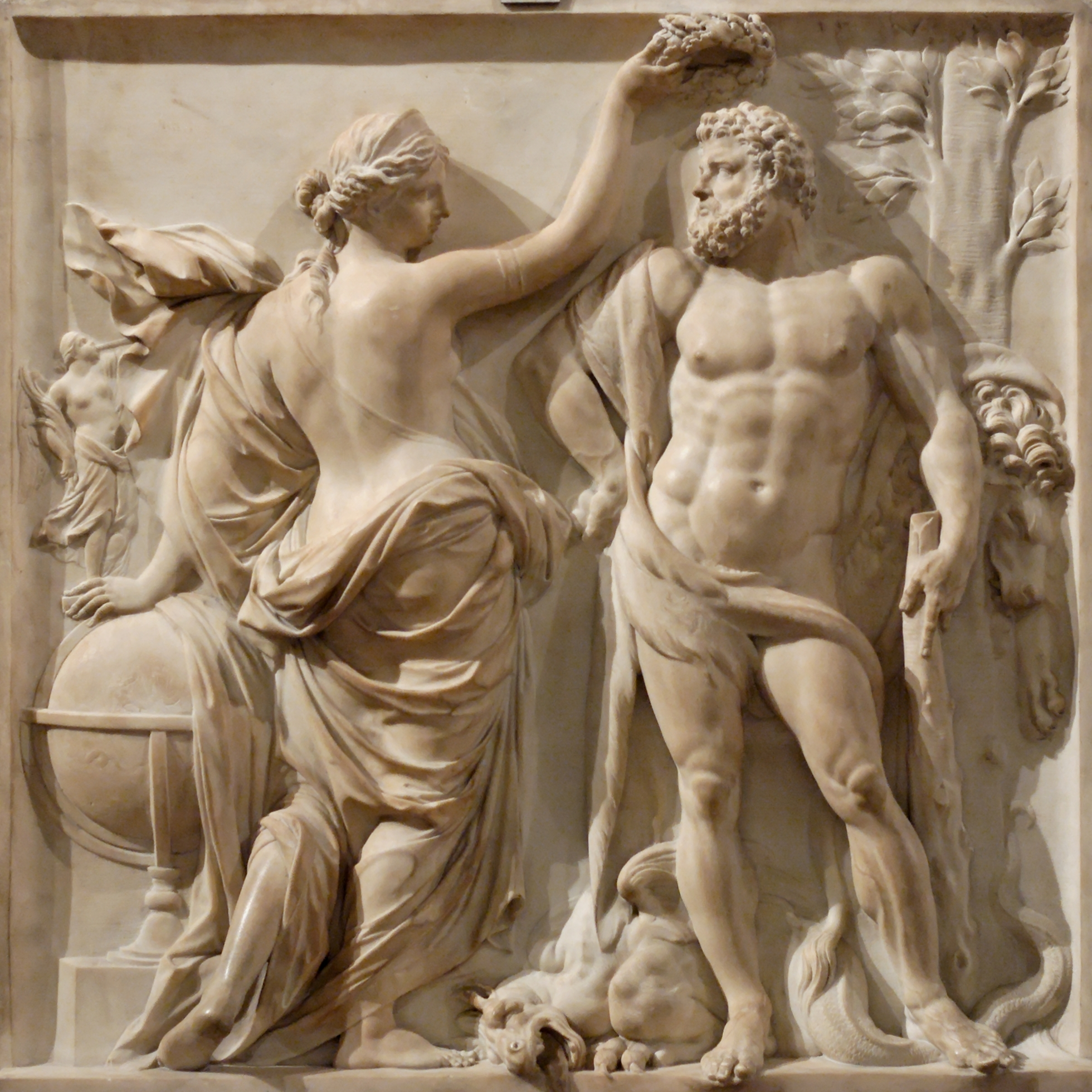
Herkules von der Ruhmesgöttin gekrönt